# Ove Fundin
Ove Fundin, född 23 maj 1933 i Tranås i Småland, är en svensk före detta speedwayförare. Han blev åren 1956–1967 världsmästare i sporten vid fem tillfällen. 1961 vann han Svenska Dagbladets guldmedalj.

## Biografi

### Bakgrund och tidig speedwaykarriär
Ove Fundin föddes 1933 i Tranås. I barnaskaran fanns även den två år äldre systern Elsie och den ett år yngre brodern Torsten, som hade stora framgångar som bandyspelare.
Det tidiga sportintresset innebar bland annat att Fundin och några kamrater år 1949 byggde en bana i Tranås för motocross, där han tränade och nådde de kommande två åren vissa framgångar i sporten. Under en tävling 1951 i Vadstena övertalades han dock av Filbyternas ledare Rolf Nilsson att prova på speedway; Nilsson ansåg att Fundins körstil passade bättre för den sporten. Redan samma år var Fundin reserv i Filbyternas elitlag och efter att klubbkamraten Dick Weider i en tävling vurpat i sitt första heat fick Fundin hoppa in som ersättare. Därefter behövde Fundin aldrig agera reserv.

### Speedwaydominant
Efter debuten etablerade sig Fundin snabbt inom speedwaysporten. Bland annat gynnades han av att speedway på 1950-talet fortfarande var den näst största publiksporten i England. och 1955 började han tävla för sin första brittiska klubb (Norwich Stars) och därefter körde han även för Long Eaton Archers (1966), Belle Bue Aces (1967) och Wembley Lions (1970). Han fick kontrakt med Norwich efter framgångar i VM-kvalen och en efterföljande turné till Australien. Redan första året i Norwich nådde han för övrigt VM-final, vilken på den tiden alltid ägde rum på Wembley Stadium i London. Där placerade han sig dock på sista plats.

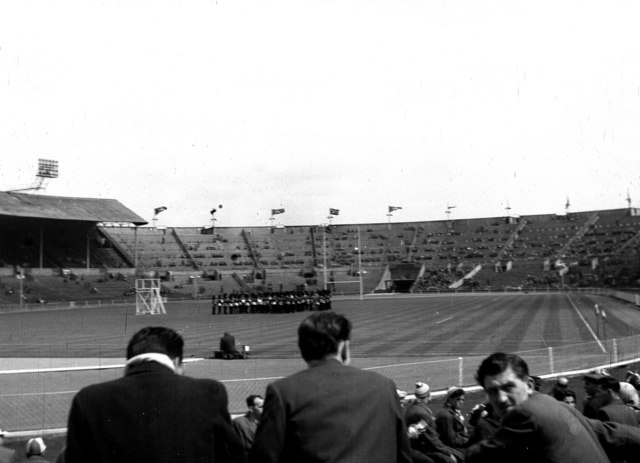
På Wembley Stadium vann Ove Fundin fyra av sina fem VM-guld. Bilden är från 1956, året för Fundins första guld på Wembley.

 Året efter vann Fundin som första förare från ett icke-anglikanskt land sin första VM-titel. Det skedde inför 65 000 åskådare på läktarna. Därefter nådde Fundin VM-prispallen varje år fram till 1965.
Sammanlagt vann Ove Fundin individuella VM-titlar i speedway fem gånger – 1956, 1960, 1961, 1963 och 1967 och totalt vann han elva individuella VM-medaljer. Dessutom vann han sex gånger VM i lag med Sverige och blev niofaldig svensk mästare. Året för Fundins sista individuella VM-guld, där han använde en lånad maskin då hans egen var försvunnen, placerade sig en ung nyzeeländare vid namn Ivan Mauger på bronsplats. Mauger skulle därefter ta över som dominanten inom sporten med sammanlagt tio VM-medaljer fram till 1983, varav sex stycken guld.
Fundins internationella smeknamn var "The Flying Fox" eller "The Fox", eftersom han var rödhårig. I Sverige kallades han också ibland för "Fundan". I en slogan hette det: "Det går undan med 'Fundan'!". Hans bror Torsten tävlade i motocross.
Fundin tävlade i den svenska speedwayligan för både Filbyterna (1951–57) och Kaparna (1958–71). Under de 13 säsonger för den sistnämnda klubben hade Fundin ett poängsnitt per match på 11,24.

### Privat och efter karriären
Tillsammans med bland andra Varg-Olle Nygren, mästare i speedway, samt Posa Serenius, världsmästare i isracing, körde Fundin vid 73 års ålder år 2006 tvärs över jordens största landmassa på längden på motorcykel med en sammanlagd sträcka av 1 452 mil på 49 dagar från Seoul i Sydkorea, genom Sibirien, Mongoliet, Kazakstan, Ryssland och Finland till målet utanför Grand Hôtel i Stockholm, där de firade med en flaska champagne.
Fundin var gift med Mona Forsberg fram till 1970 och paret fick sju barn tillsammans, vilket han vid ett tillfälle kommenterade i Tranås Posten med att han egentligen hade planerat för en individuell guldmedalj till vart och ett av sina barn.
Som pensionär bosatte sig Fundin i Valcros, nära La Londe Les Maures strax öster om Toulon på den Franska Rivieran.

## Utmärkelser
Ove Fundin fick Svenska Dagbladets guldmedalj 1961. Priset delades med motocrossföraren Sten "Storken" Lundin.
Den 25 augusti 2012 avtäcktes på Klockareplan i Tranås en offentlig skulptur tillägnad Ove Fundin. Skulpturen var gjord av Richard Brixel.